# Zabytkowe kamienice w Świdnicy
Świdnica posiada zabytkowy układ urbanistyczny starego miasta, który jest jednym z najlepiej zachowanych zespołów urbanistycznych w Polsce. Świdnicka starówka jest drugą po Wrocławiu pod względem liczby obiektów zabytkowych. Zabytki wymieniane i opisywane w haśle Zabytki Świdnicy uzupełniają świdnickie kamienice. Są one dokumentacją zamożności i bogactwa miasta, dowodem jego tradycji i historii. Do zabytkowych kamienic należą głównie kamieniczki w Rynku i przy okolicznych ulicach.

## Rynek

### Rynek 1

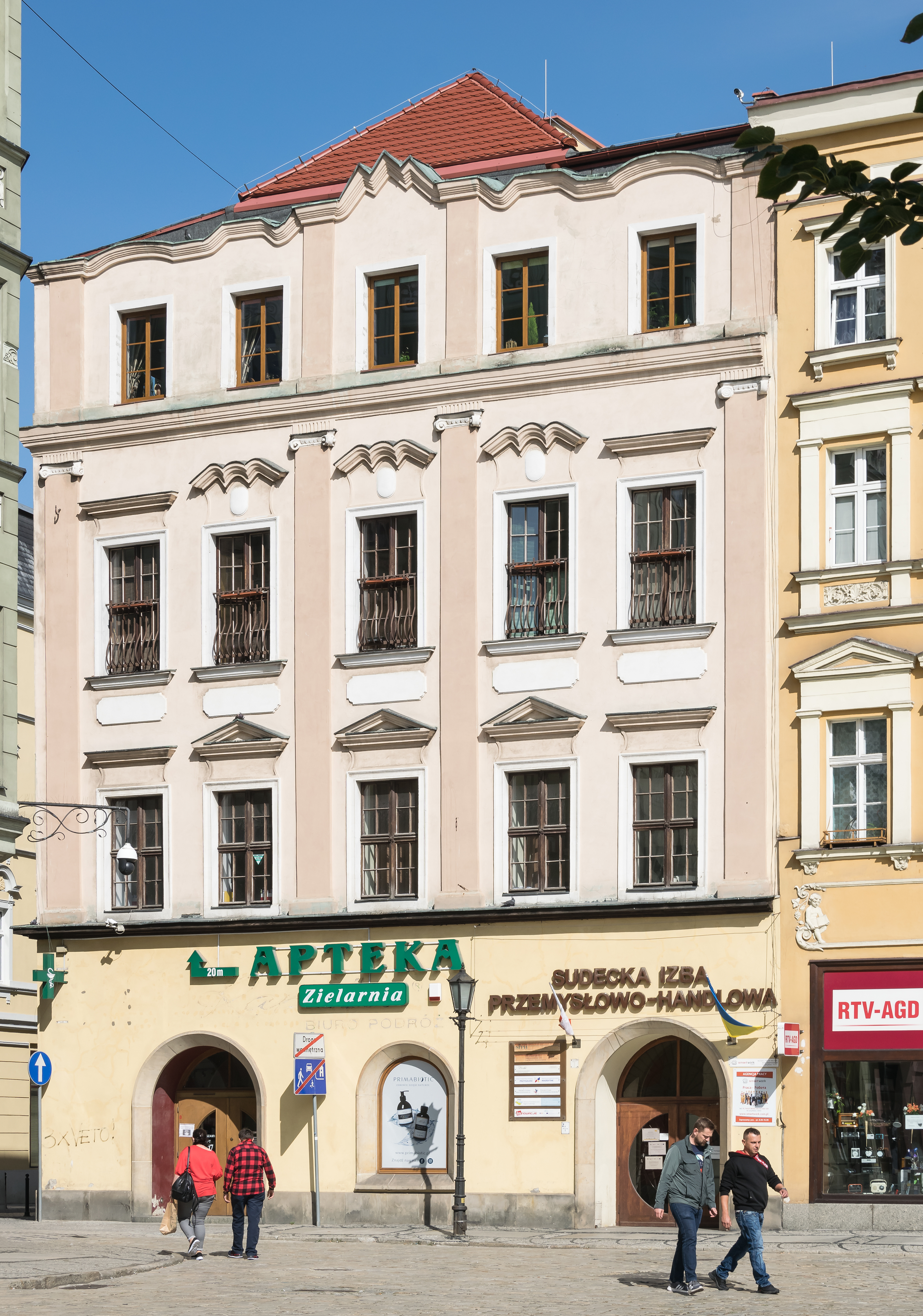
Rynek 1

Jest to kamienica barokowa nosząca cechy barokowego praskiego pałacyku. Cechą charakterystyczną wyróżniającą ją spośród innych obiektów jest zabytkowa barokowa rzeźba maryjna pochodząca z XVIII wieku. Figura ta stoi od strony ul. Franciszkańskiej.

### Rynek 6
Wybudowana w stylu późnego gotyku. Posiada ona charakterystyczny portal gotycko-renesansowy pochodzący z XVI wieku.

### Rynek 7
Tzw. Dom "Pod Złotą Koroną". Jest to kamieniczka renesansowa ale posiadająca bogatą barokową fasadę. Elewacja budynku podzielona jest pilastrami o kompozytowych głowicach. Zdobią ją segmentowe i trójkątne naczółki. Elewacje zdobią również ornamenty kwiatowe oraz rogi obfitości. Szczyt elewacji zdobi złota korona. Kamienica była siedzibą pierwszej w Świdnicy poczty polowej działającej w Świdnicy od 1741 roku. W późniejszym okresie pełniła ona funkcję hotelu.

### Rynek 8
Tzw. Dom "Pod Złotym Chłopkiem". Jest to kamienica nosząca cechy renesansowe posiada oryginalny manierystyczny portal na którym widnieje napis w języku łacińskim znaczący "Drzwi te mają być otwarte dla przyjaciela a zamknięte dla wroga". Na szczycie umiejscowiony jest złoty chłopek. W budynku tym mieszkał w 1626 roku Wallenstein.

### Rynek 10

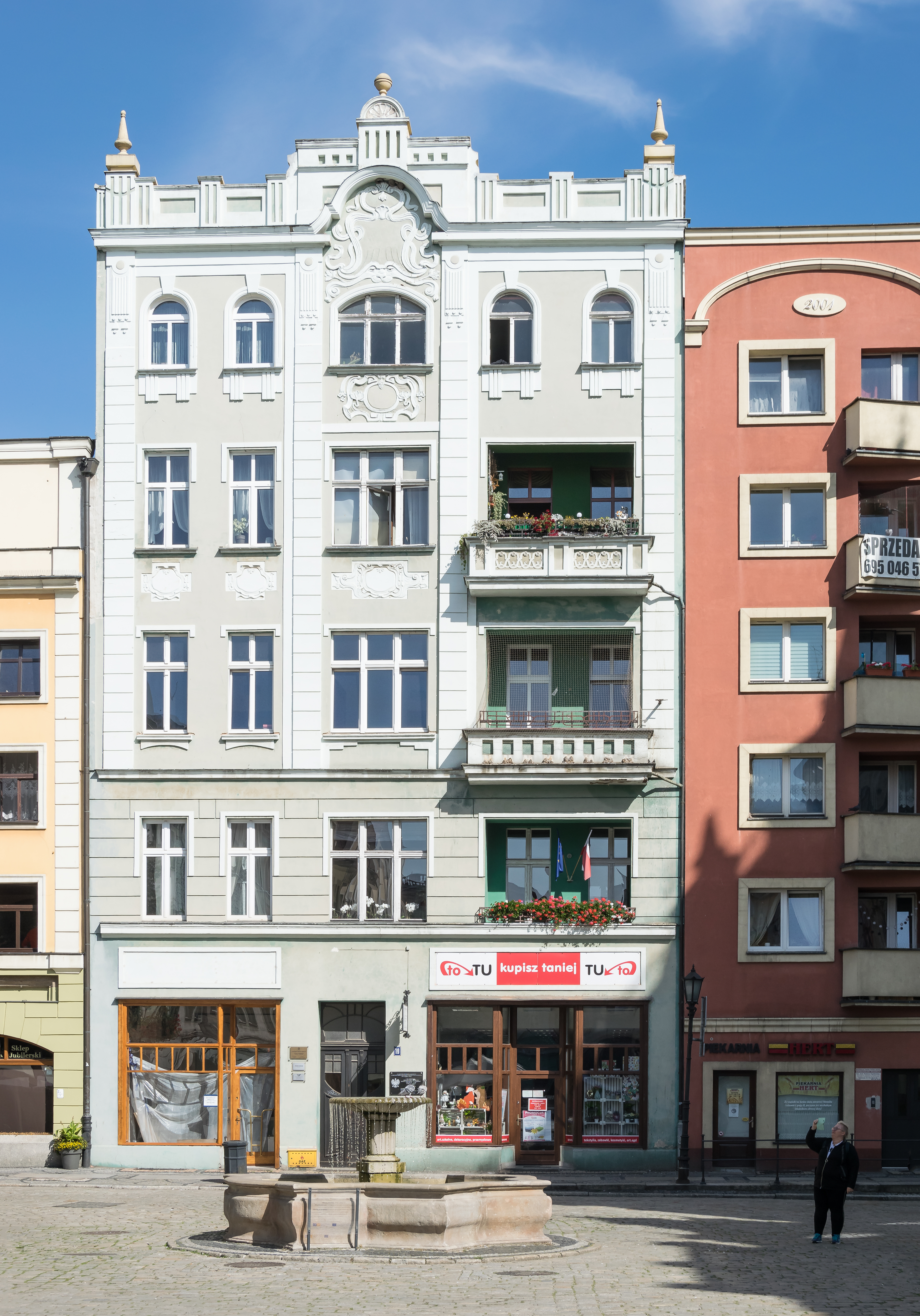
Rynek 10

Jest to dom noszący cechy architektury secesyjnej.

### Rynek 14
Jest to dom z renesansowym kartuszem pochodzącym z 1741 roku.

### Rynek 15
Obiekt wybudowany w stylu gotyckim. Przebudowywana trzykrotnie: w XVIII wieku w stylu barokowym, w roku 1881 oraz w latach 1964–1965. Fasada dekorowana jest płaskorzeźbami z XVI wieku o treści religijnej. W supraporcie portalu przedstawiono głowę Chrystusa na chuście (veraikon), w skrajnych osiach pod oknami pierwszego piętra Sąd Ostateczny oraz Wniebowstąpienie.

### Rynek 23a
Jest to kamieniczka renesansowa, przebudowana w XVIII wieku. Barokowy wykusz znajduje się od strony Zaułka Świętokrzyskiego. Jest to pozostałość dawnej stróżówki.

### Rynek 25
Jest to tzw. Pałac Hochbergów to kamienica renesansowa, zmodernizowana i przebudowana w roku 1730. Znajdują się barokowe drewniane drzwi frontowe oraz oryginalny portal kolumnami i znajdującym się na nich balkonem wykonanym z piaskowca. Obiekt restaurowany był w 1928 roku.

### Rynek 26

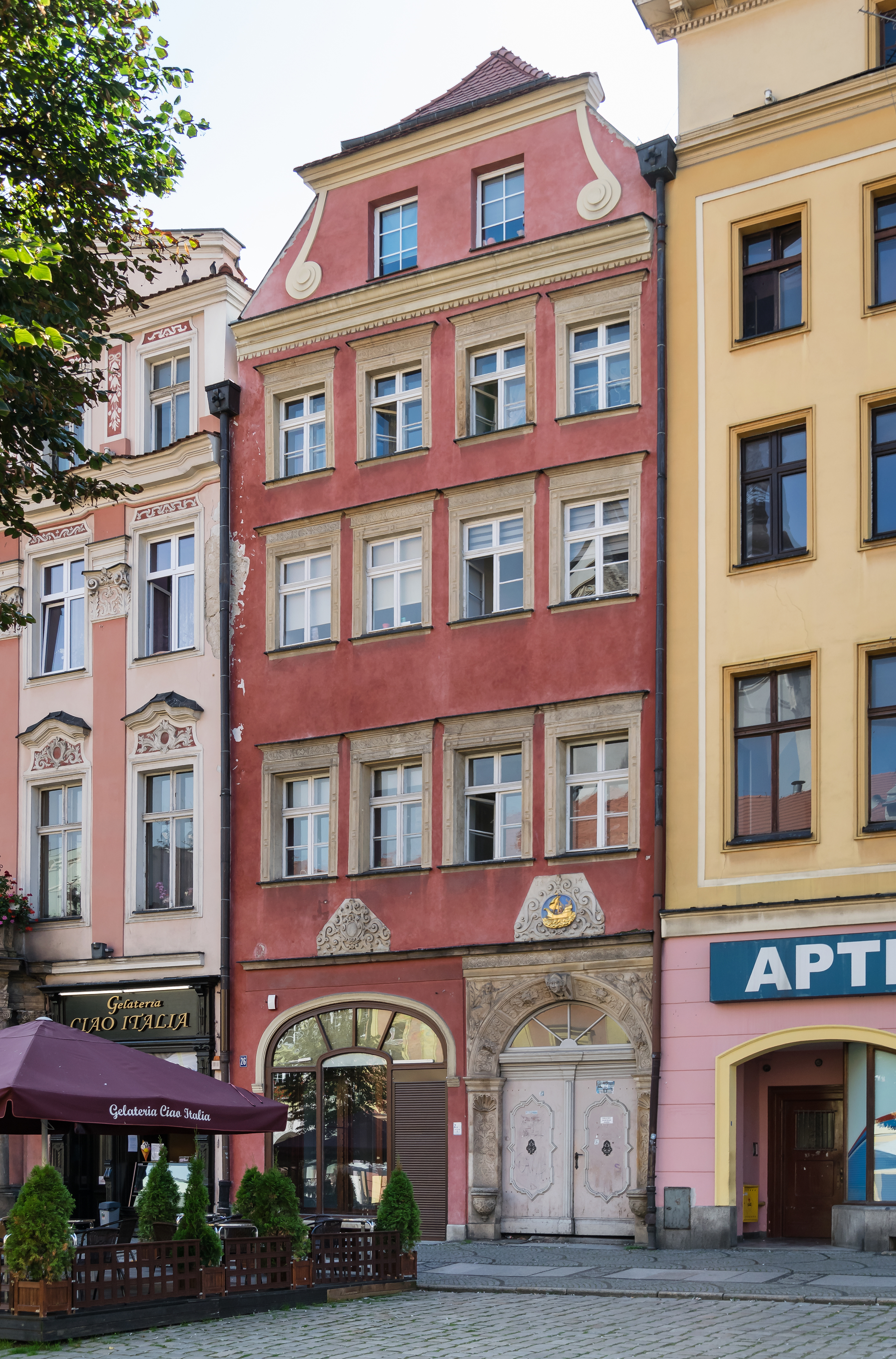
Rynek 26

Jedna z najcenniejszych z Świdnicy. Kompletna renesansowa elewacja i piwnice z pocz. XIV w. Dawniej zwana była "Pod złotym okrętem".

### Rynek 27
Kamienica Rynek 27 jest to tzw. Dom "Pod Kogutem". Spośród innych kamienic wyróżnia ją kartusz i napis łaciński "doctores medicinae Siegmund Hahn et Johann Siegmund Hahn 1704, 1740, 1773" znajdujący się na kartuszu. Napis odnosi się do byłych właścicieli kamieniczki, rodziny Hahnów którzy byli słynnymi hydroterapeutami. Kogut z herbu nawiązuje do nazwiska właścicieli, gdyż Hahn oznacza kogut. Georg Hahn był nauczycielem w łacińskiej szkole ewangelickiej. Miał czterech synów. Dwóch z nich zostało pastorami, dwóch lekarzami. Dr Zygmunt Hahn (1664-1742), syn pastora Kościoła Pokoju. Jako pionier wodolecznictwa propagował kurację wodną i miał bardzo wielu pacjentów. Dr Jan Zygmunt Hahn (1696-1773). W r. 1738 uporządkował i opisał on system leczniczy ojca. Z napisanego przez Jana Zygmunta Hahna dzieła o wodolecznictwie korzystał później propagator wodolecznictwa ksiądz Sebastian Kneipp.

### Rynek 29
Jest to tzw. Kamienica "Pod Złotą Gęsią". Do roku 1820 w budynku tym znajdowała się gospoda Pod Złotą Gęsią. Pod rzeźbą Złotej Gęsi widnieje napis, który głosi: Dom ten znajduje się pod Bożą opieką, Pod Złotą Gęsią jest zwany.

### Rynek 32
Tzw. Kamienica Pod Orłami. Fasadę kamienicy zdobią pilastry, zakończone figurami orłów. Nad wejściem kamienna głowa mężczyzny z początku XVI wieku. Wewnątrz na uwagę zasługuje wmurowana w ścianę żeliwna kula z 1761 roku z oblężenia Świdnicy przez wojska austriackie.

### Rynek 33
Kamieniczka późnogotycka, wyróżniają ją dwie kamienne figurki św. Piotra i św. Pawła z przełomu XV i XVI wieku.

### Rynek 35
Kamienica barokowa z drewnianymi stropami pochodzącymi z okresu baroku.

### Rynek 44
Obiekt pochodzący z okresu baroku. Posiada elewację bogato zdobioną, na której widnieją motywy zwierzęco-roślinne.

### Rynek 46
Kamieniczka barokowa z herbem miasta w elewacji.

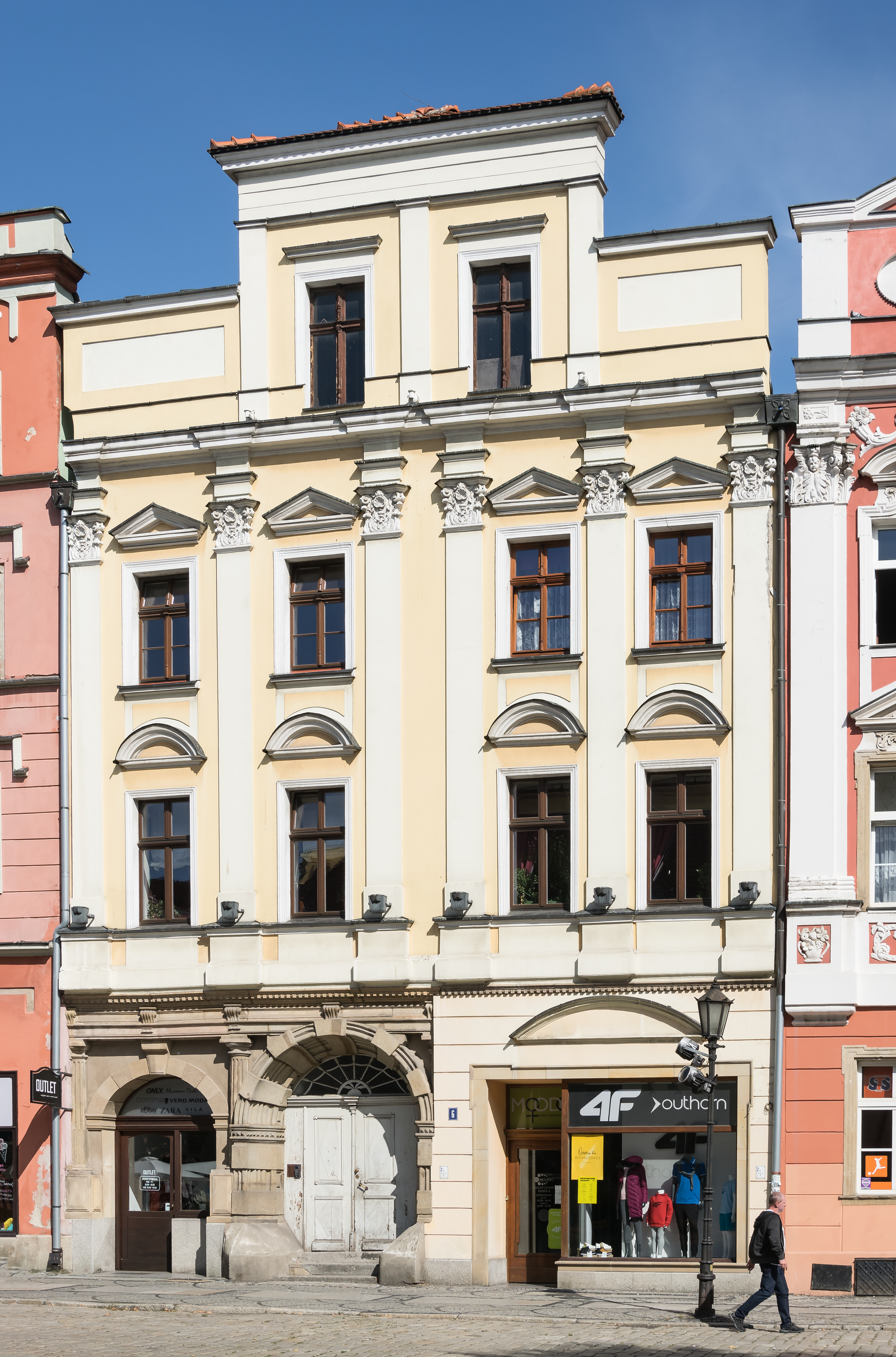
Rynek 6
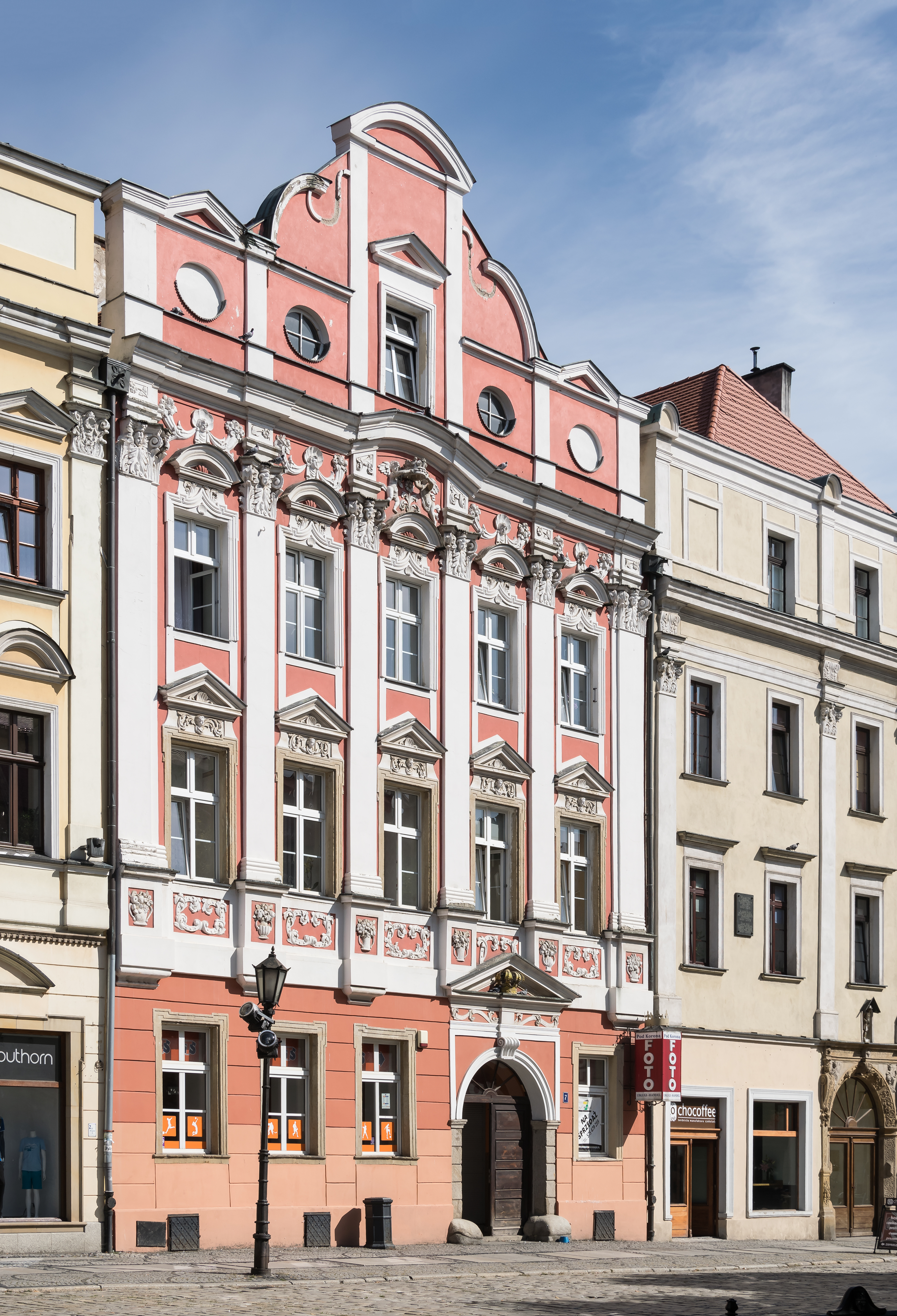
Rynek 7
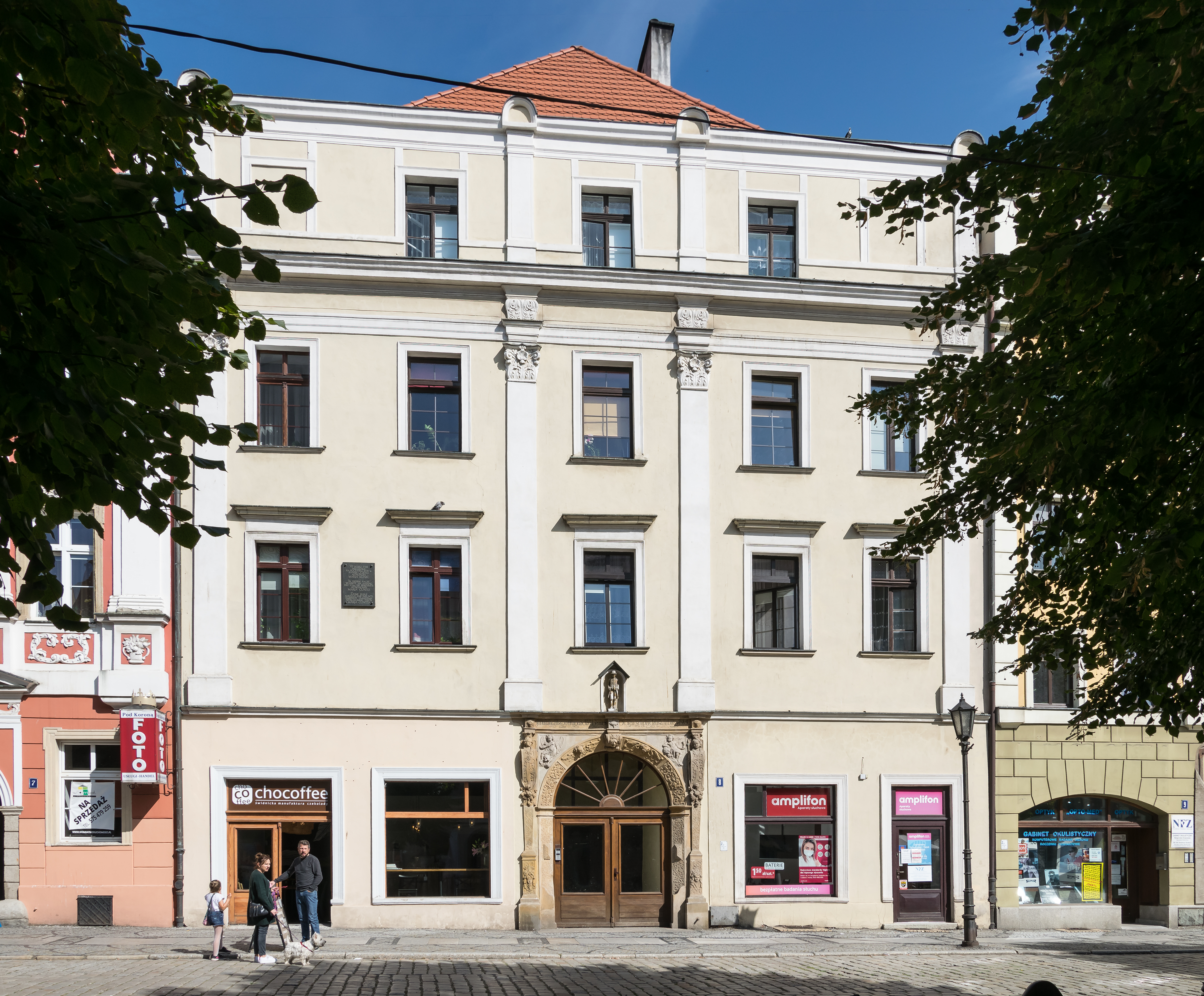
Rynek 8
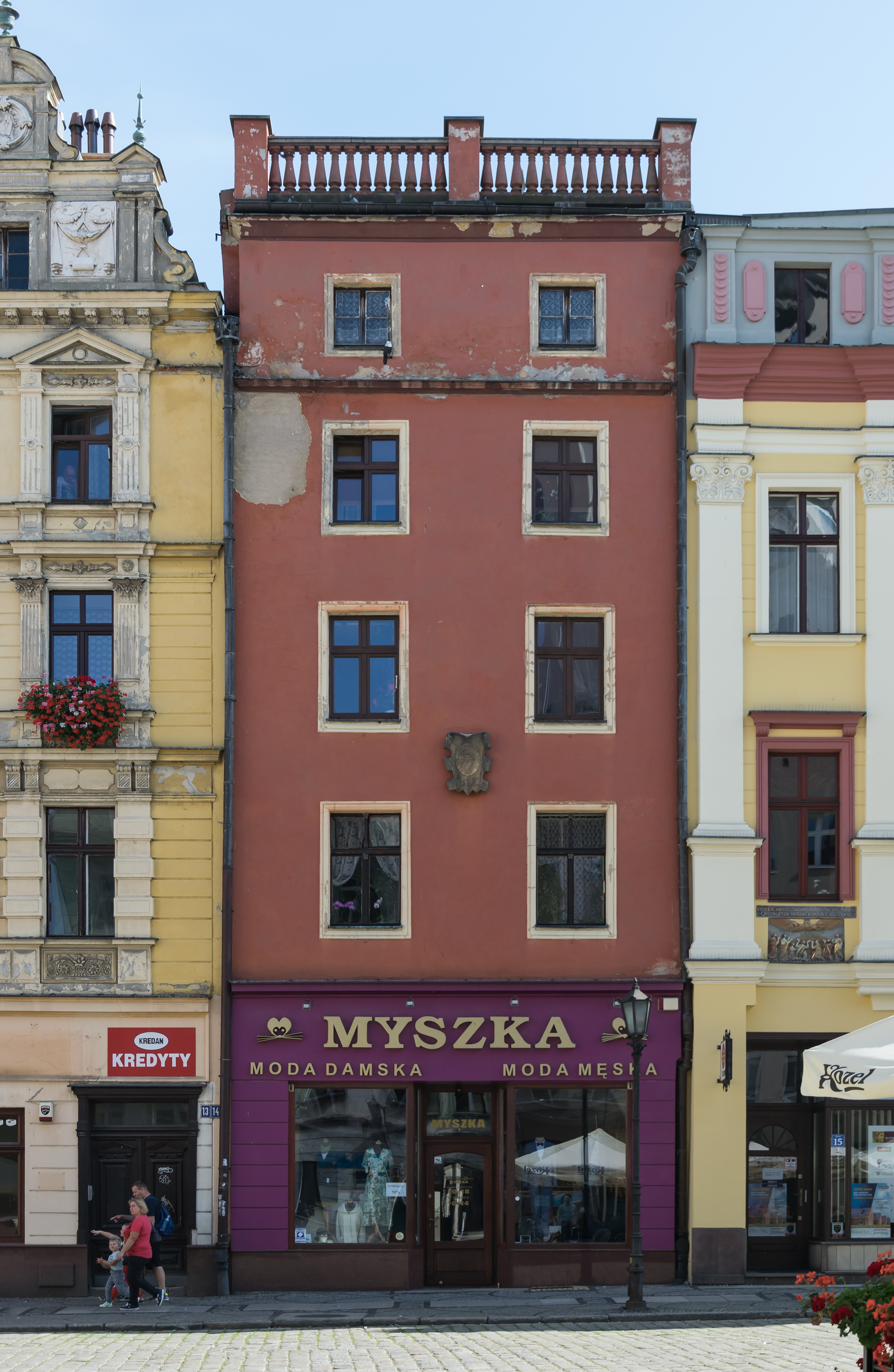
Rynek 14
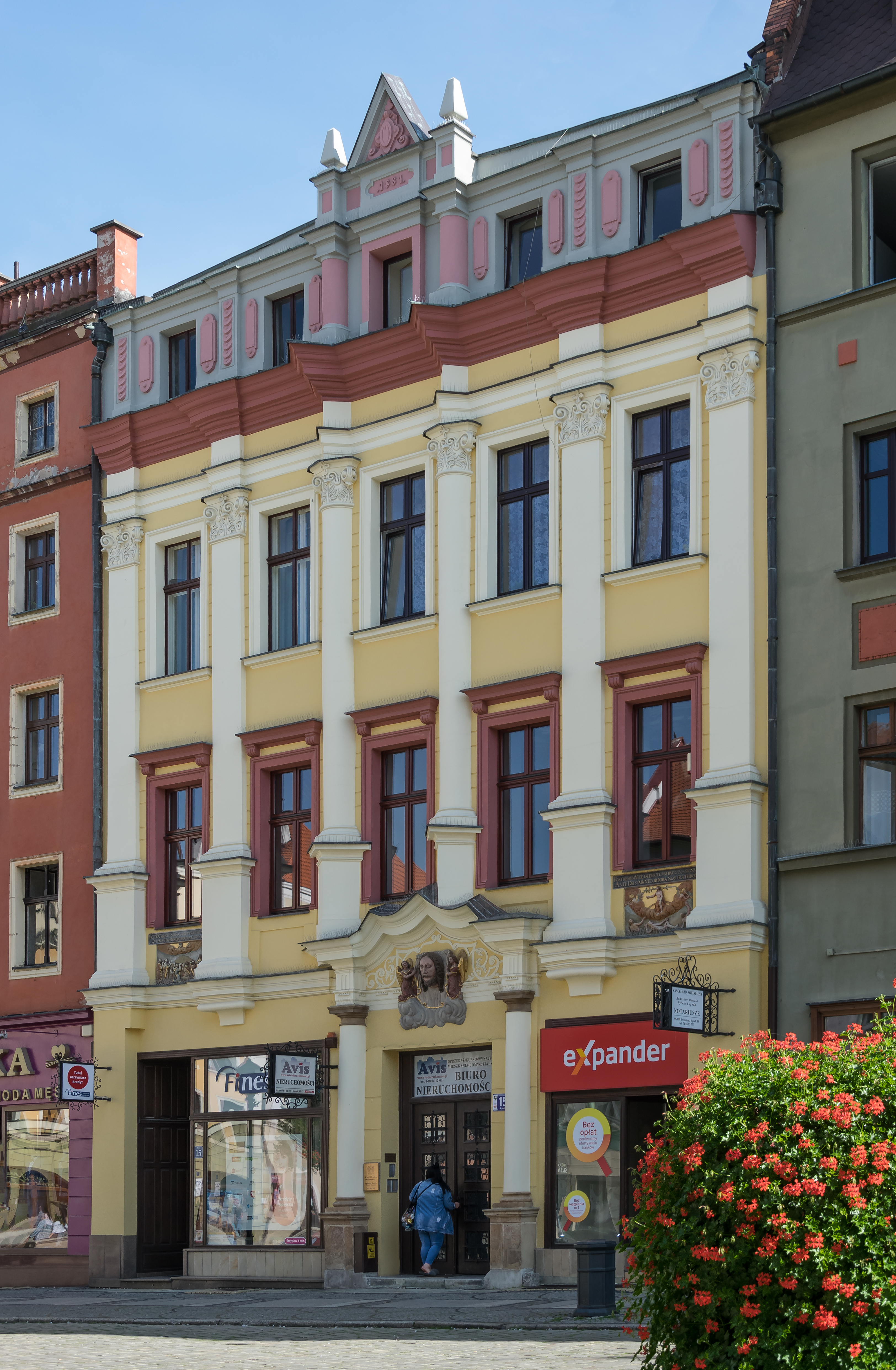
Rynek 15
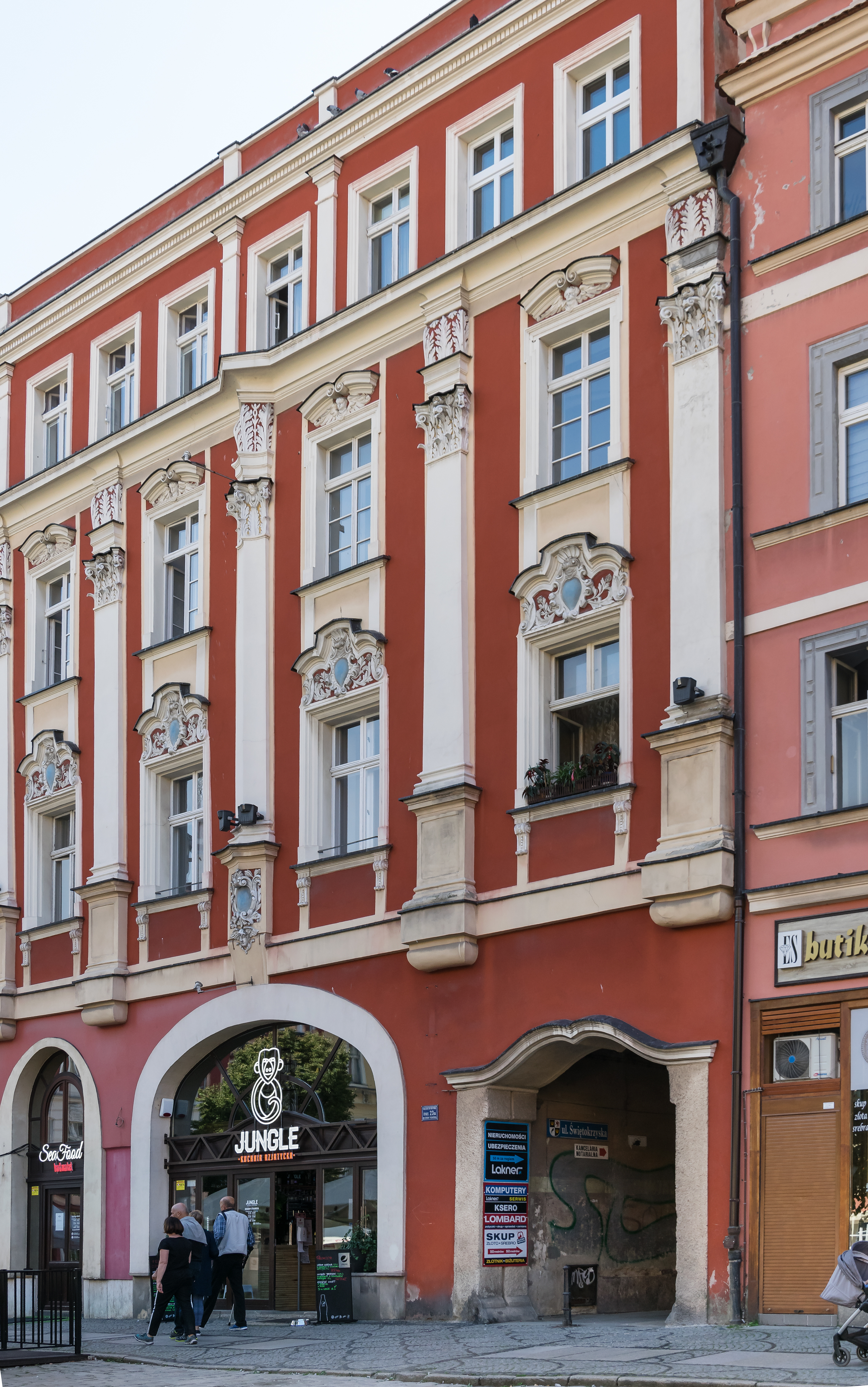
Rynek 23a
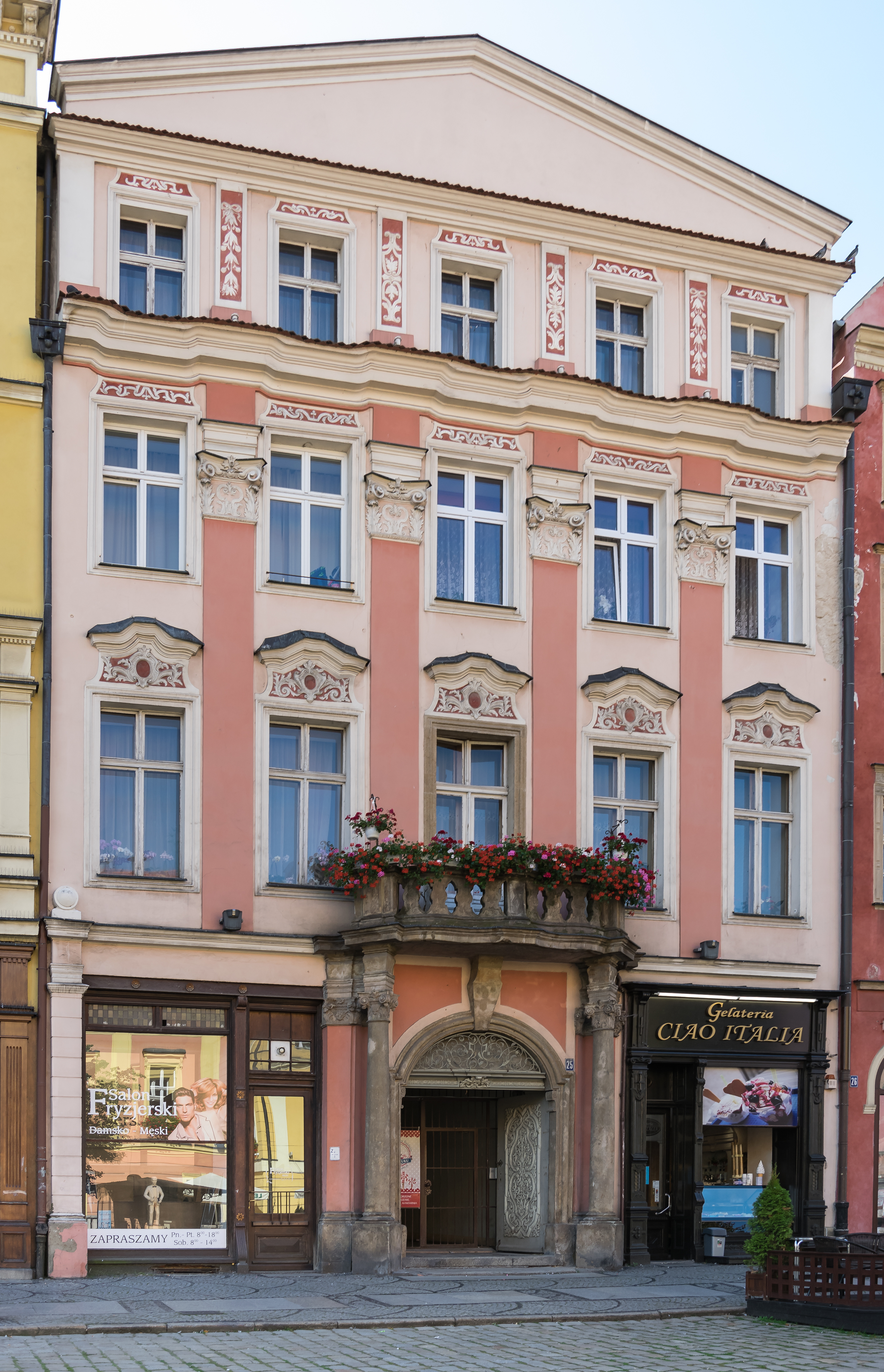
Rynek 25
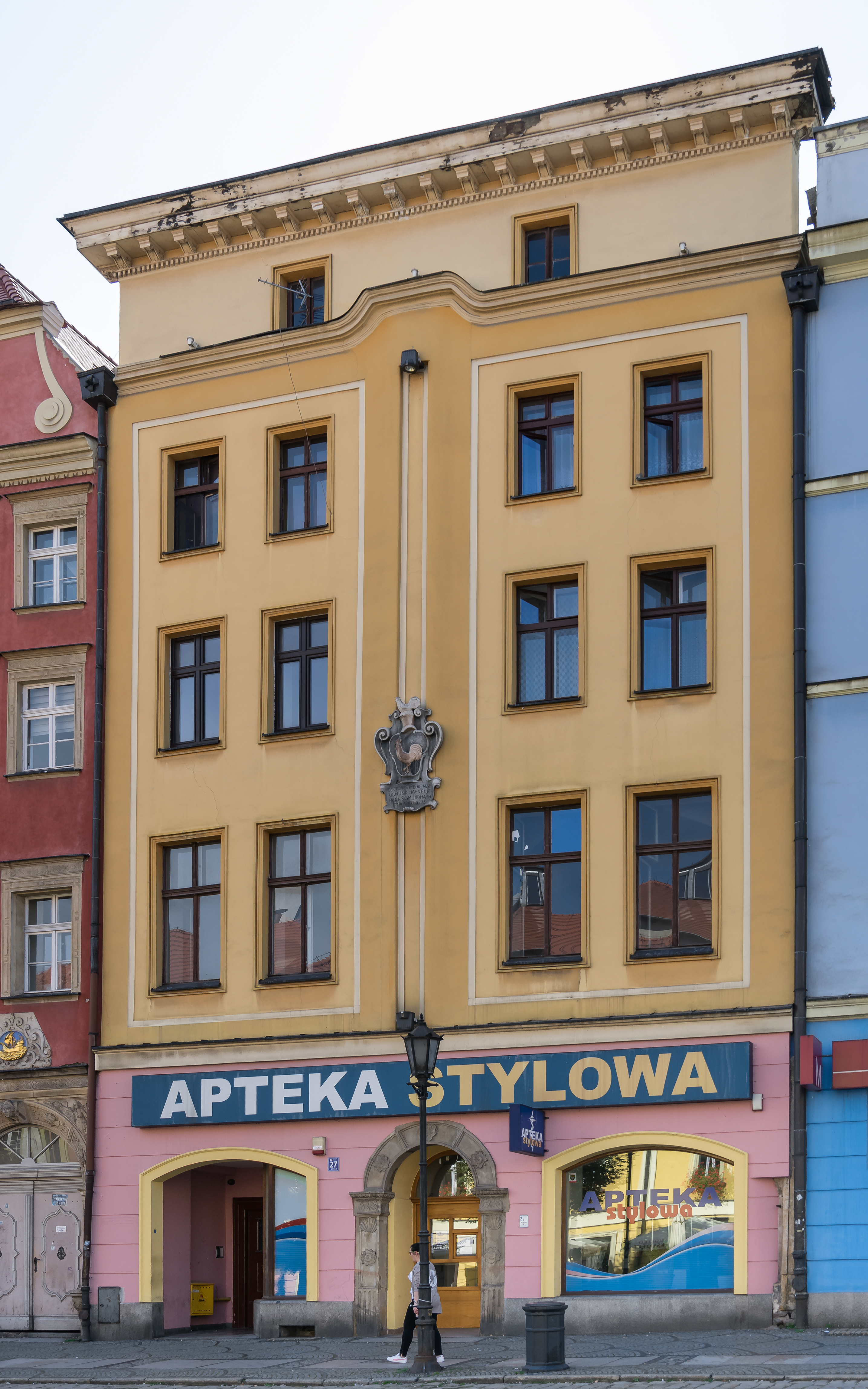
Rynek 27
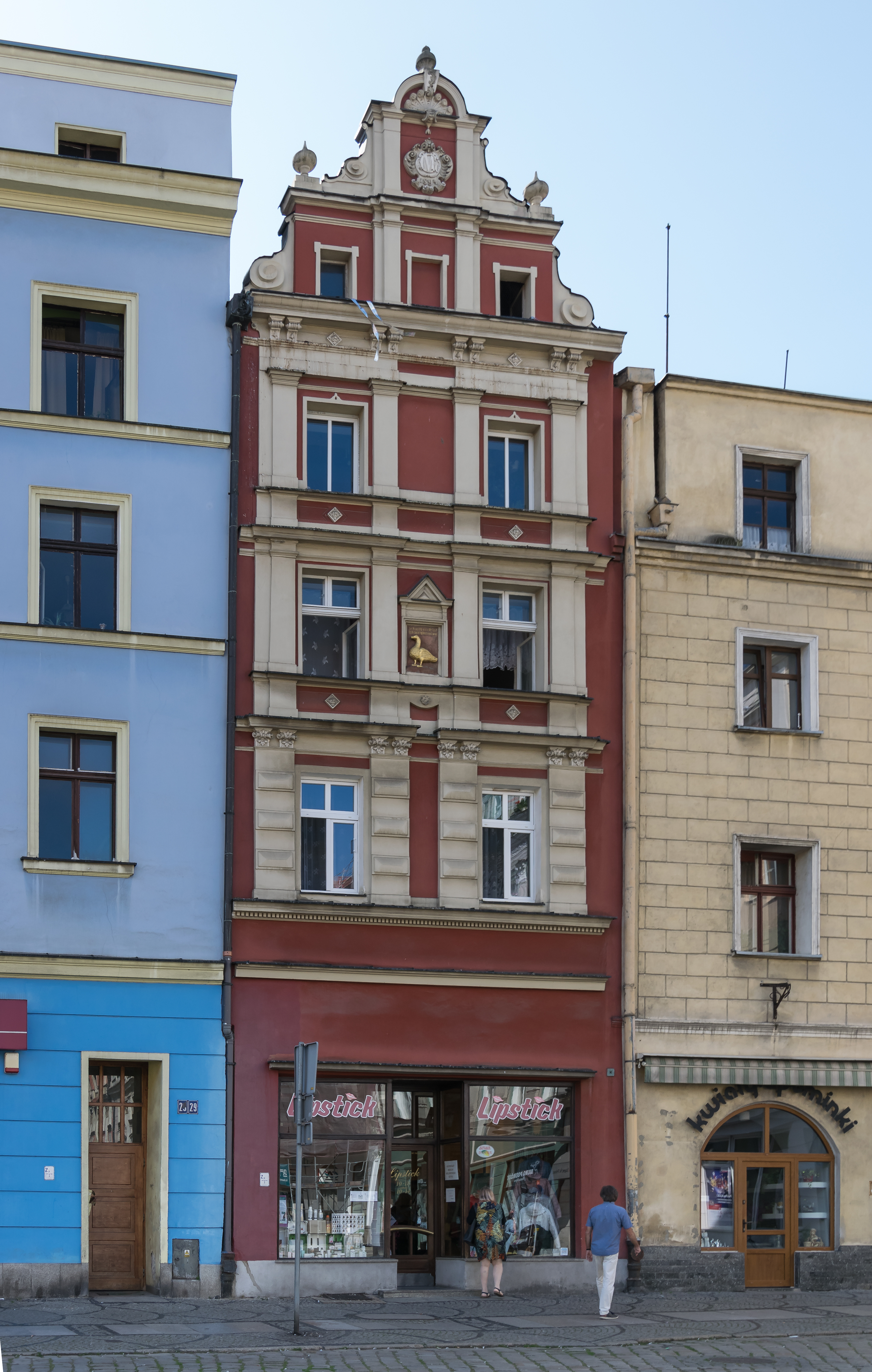
Rynek 29
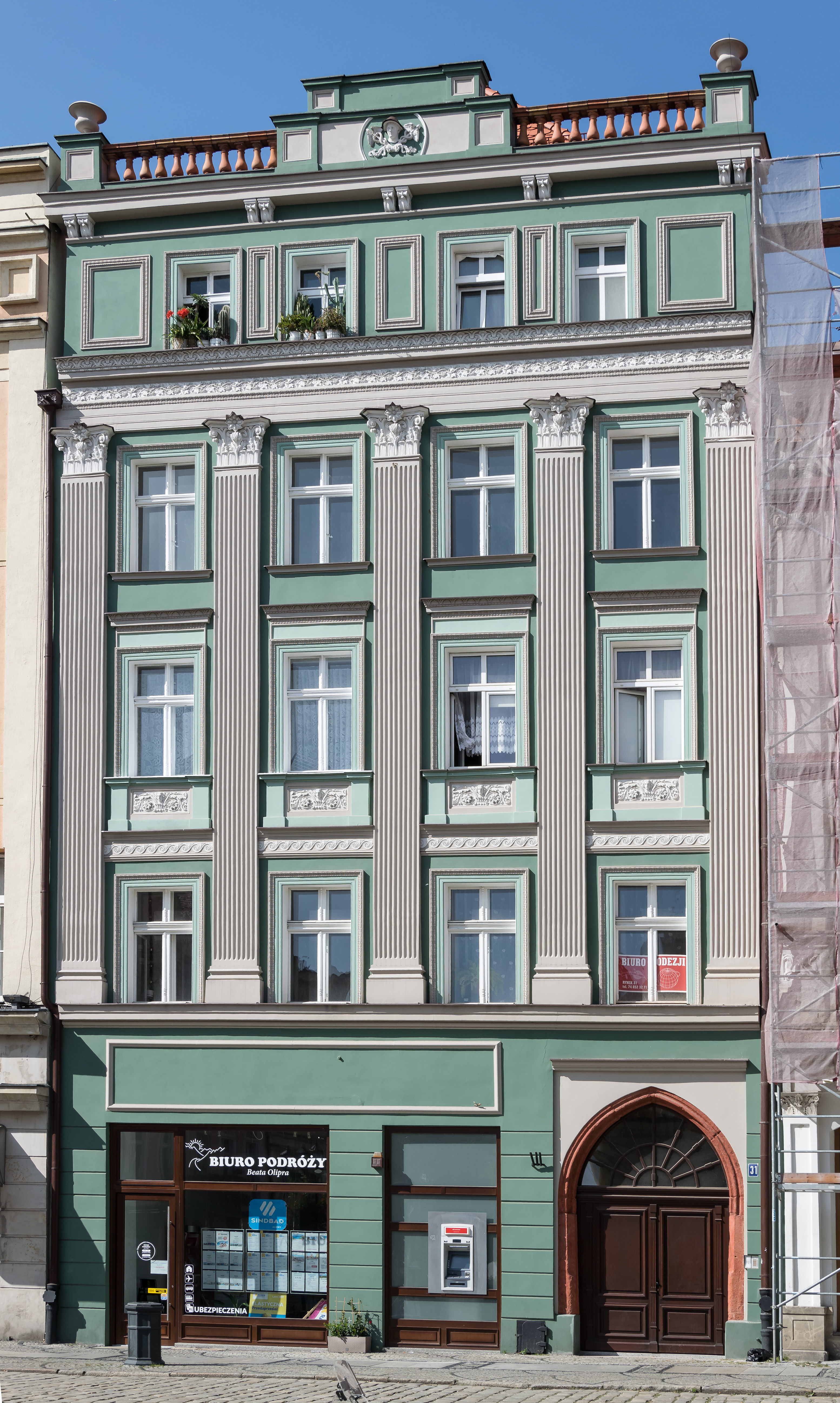
Rynek 32
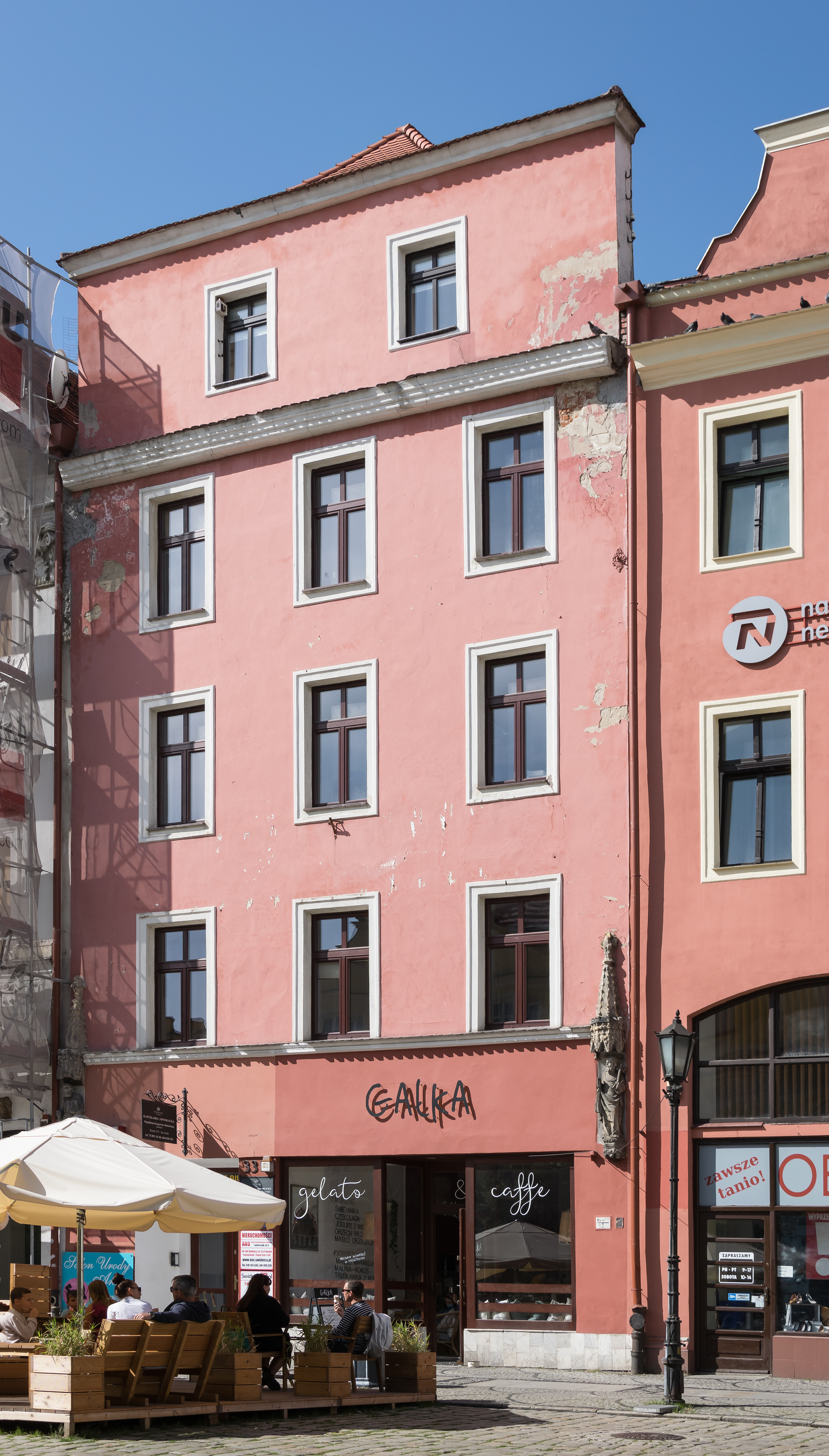
Rynek 33
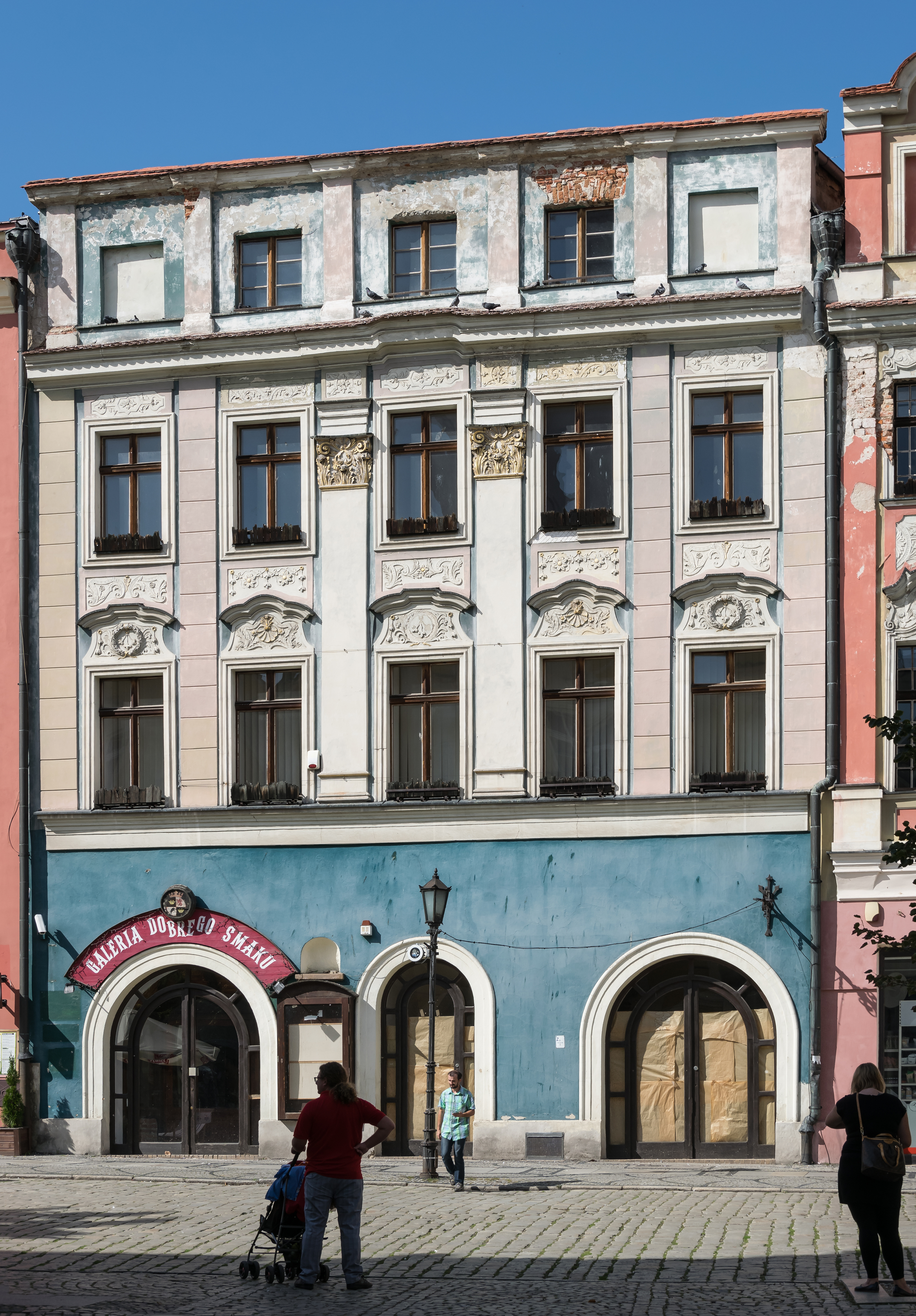
Rynek 35

## Ulica Grodzka

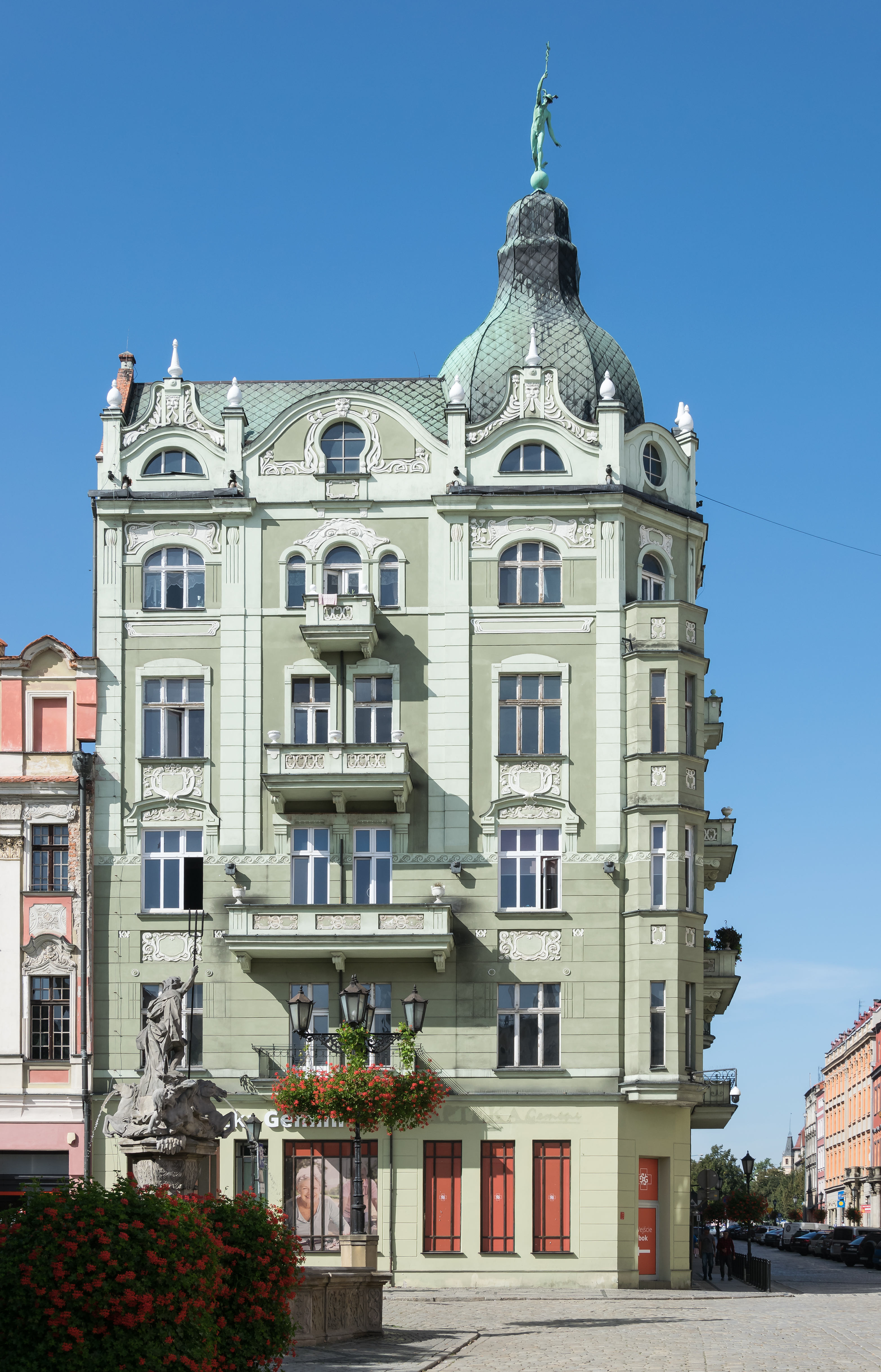
Kamienica „Pod Hermesem”

### Ul. Grodzka 1
Jest to tzw. Kamienica „Pod Hermesem”, wybudowana w stylu secesji. Na szczycie elewacji na wieżyczce posąg Hermesa.

### Ul. Grodzka 7
Z dawnej kamienicy bezczelnie zburzonej w latach 50. XX wieku zachował się jedynie portal i to właściwie jego fragment z 1551 roku. Widnieje na nim wizerunek dawnego burmistrza Świdnicy Erazma Freunda z małżonką.

### Ul. Grodzka 8
Jest to obiekt z odsłoniętą podczas remontu w 1984 roku czternastowieczną sienią z zabytkowym murem.

### Ul. Grodzka 14 oraz 16
Obydwie kamienice barokowe z portalami, kolumnami i balkonami. Pochodzą z lat 1737 oraz 1730.

## Ul. Kotlarska 11
Dawny zajazd. Na elewacji wyrytych jest 6 sentencji łacińskich.

## Ulica Łukowa

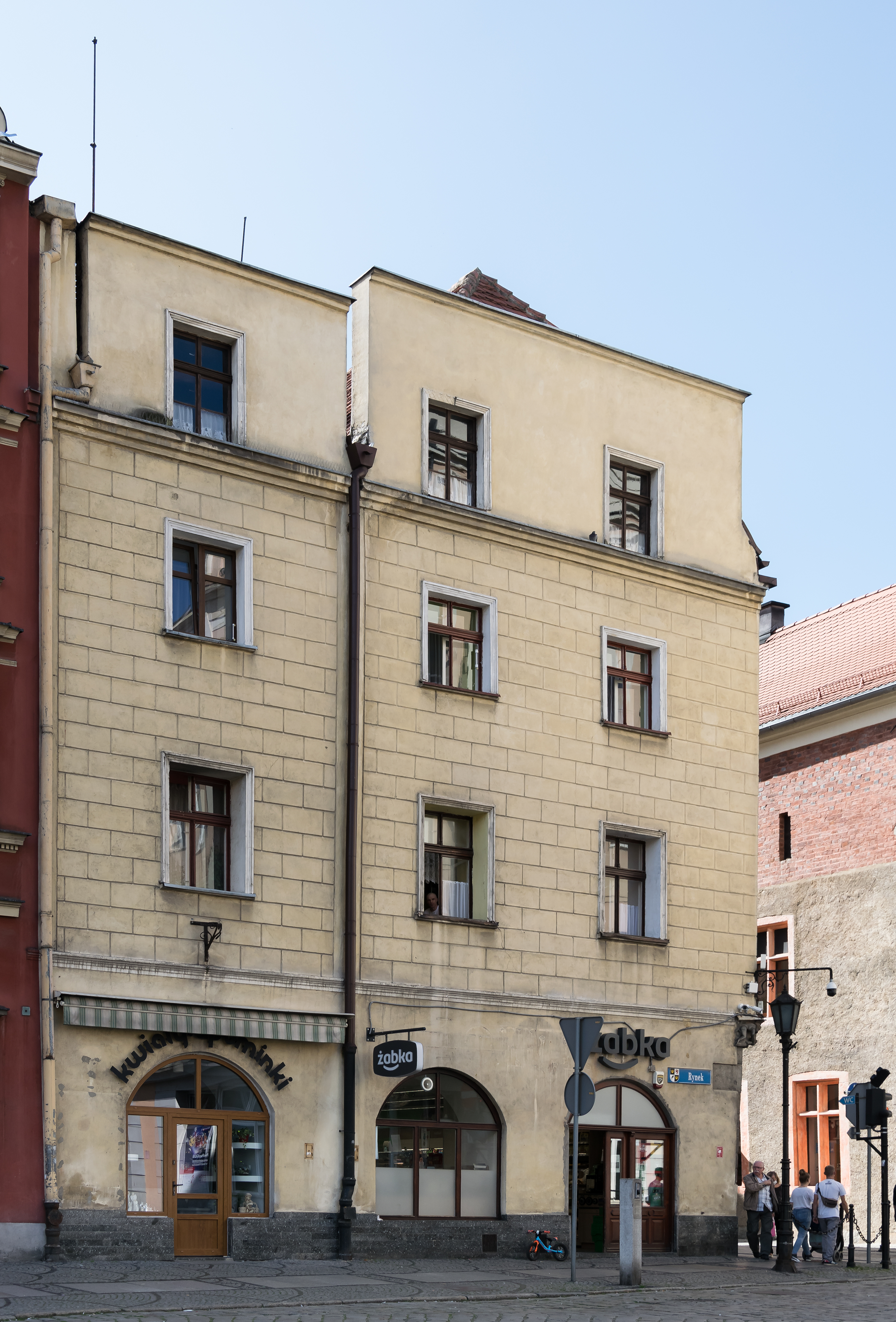
Łukowa 1

### Ul. Łukowa 1
Kamienica ciekawa z racji unikatowej konsoli pochodzącej z przełomu XV i XVI wieku ukazującego Samsona walczącego z lwem.

### Ul. Łukowa 2
Jest to tzw. Gospoda "Pod Złotym Gryfem". Portal z napisem który głosi "Wszystko co posiadamy jest darem bożym". W narożniku drewniana rzeźba Jana Chrzciciela z konsolą na której widnieje relief przedstawiający skazańca walczącego z gryfem. Odnosi się to do legendy z 1340 roku.

## Ul. Pułaskiego 24
Kamienica barokowa o zdobionej elewacji pochodzi z 1740 roku.

## Ul. Trybunalska 1
Kamieniczka "rzepicha" wybudowana została w 1530 roku, restaurowana w 1983 roku prezentuje styl mieszany. Są tutaj cechy klasycyzmu, gotyku, baroku czy renesansu.

## Ulica Długa

### Ul. Długa 37
Kamieniczka renesansowa pochodząca prawdopodobnie z 1573 roku gdyż taka data widnieje na zachowanym fragmencie portalu.

### Ul. Długa 45
Kamieniczka późnorenesansowa tzw. Dom "Pod Bykami". Dwie postacie tych zwierząt zdobia naroża budynku. Na parterze od 1882 roku nieprzerwanie działa apteka.

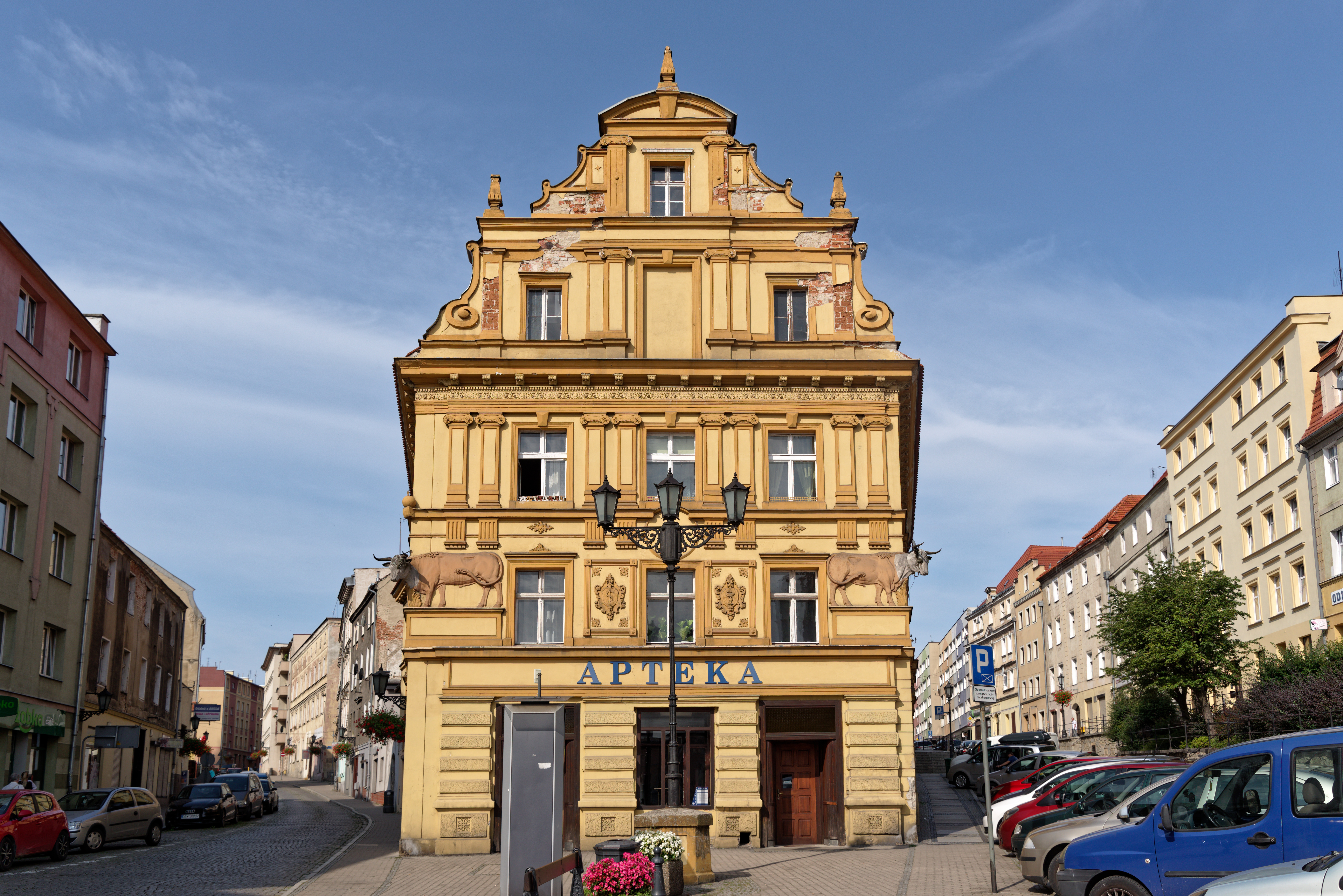
Dom Pod Bykami

## Ul. Jagiellońska oraz ul. Komunardów
Są to kamienice przy tych ulicach prezentują styl budownictwa wielkomiejskiego. Jest to jeden z największych zespołów wielkomiejskich kamienic. Obiekty te prezentują styl eklektyczny i secesyjny. Pochodzą głównie z przełomu wieków XIX oraz XX.

## Inne
Oprócz wyżej wymienionych w mieście znajduje się jeszcze kilkadziesiąt zabytkowych budynków do których należą m.in. kamienice przy ulicach: Pułaskiego 61, Kościelna 5, Kościelna 9, Równa 3, Rynek 3, Teatralna 32, Teatralna 38, Wewnętrzna 2, Trybunalska 10, Wałowa 2 oraz Mennicka 1.